# Liste der Biografien/Krus
Liste der Biografien |
Portal Biografien |
Personensuche
# |
A |
B |
C |
D |
E |
F |
G |
H |
I |
J |
K |
L |
M |
N |
O |
P |
Q |
R |
S |
T |
U |
V |
W |
X |
Y |
Z |
?
 
Ka |
Kb |
Kc |
Kd |
Ke |
Kf |
Kg |
Kh |
Ki |
Kj |
Kl |
Km |
Kn |
Ko |
Kp |
Kr |
Ks |
Kt |
Ku |
Kv |
Kw |
Ky |
Kx |
Kz
 
Kra |
Krb |
Krc |
Kre |
Krg |
Krh |
Kri |
Krj |
Krk |
Krl |
Krm |
Krn |
Kro |
Krp |
Krs |
Krt |
Kru |
Kry |
Krz
 
Krua |
Krub |
Kruc |
Krud |
Krue |
Kruf |
Krug |
Kruh |
Krui |
Kruj |
Kruk |
Krul |
Krum |
Krun |
Kruo |
Krup |
Krus |
Krut |
Kruu |
Kruy |
Kruz
Die Liste der Biografien führt alle Personen auf, die in der deutschsprachigen Wikipedia einen Artikel haben. Dieses ist eine Teilliste mit 269 Einträgen von Personen, deren Namen mit den Buchstaben „Krus“ beginnt.

## Krus
- Krus, Astrid, deutsche Motologin und Hochschullehrerin
- Krus, Horst-Dieter (1949–2018), deutscher Autor, Heimatforscher und Archivar
- Krus, Jesper Matsson († 1622), schwedischer Reichsrat, Feldmarschall und Reichsschatzmeister

### Krusc
- Krusch, Bruno (1857–1940), deutscher Historiker und Archivar
- Krusch, Hans-Joachim (1935–2004), deutscher Historiker
- Krusch, Hans-Joachim (* 1950), deutscher Jugendfunktionär (FDJ), Gewerkschafter (FDGB) und SED-Funktionär
- Krusch, Paul (1869–1939), deutscher Geologe
- Kruscha, Michael (* 1961), deutscher Maler und Fotograf
- Kruscharska, Wioleta (* 1991), bulgarische Biathletin
- Krusche, Alex (1876–1961), deutscher Fabrikant und Politiker
- Krusche, Dietrich (* 1935), deutscher Autor und Hochschullehrer
- Krusche, Gerd (* 1955), österreichischer Politiker (FPÖ), Mitglied im Österreichischen Bundesrat
- Krusche, Günter (1931–2016), deutscher evangelischer Theologe und inoffizieller Mitarbeiter der DDR-Staatssicherheit
- Krusche, Karin (* 1950), deutsche Politikerin (Bündnis 90/Die Grünen), MdBB
- Krusche, Lisa (* 1990), deutsche Schriftstellerin und Essayistin
- Krusche, Martin (* 1966), deutscher Jazzmusiker
- Krusche, Peter (1924–2000), deutscher lutherischer Theologe und Bischof
- Krusche, Werner (1917–2009), evangelischer deutscher Theologe
- Kruschel, Heinz (1929–2011), deutscher Schriftsteller
- Kruschel, Karsten (* 1959), deutscher Schriftsteller und Publizist
- Kruschelnizkaja, Kamilla Nikolajewna (1892–1937), russische bzw. sowjetische Dissidentin
- Kruschelnizki, Alexander Alexandrowitsch (* 1992), russischer Curler
- Kruschelnytska, Salome (1872–1952), ukrainische klassische Sängerin (Sopran)
- Kruschelnyzka, Hanna (1887–1965), ukrainische Konzert- und Opernsängerin
- Kruschelnyzka, Laryssa (1928–2017), ukrainische Prähistorikerin und Bibliothekarin
- Kruschelnyzka, Marija (1876–1935), ukrainische Schauspielerin
- Kruschelnyzka, Wolodymyra (1903–1937), ukrainische Dermatovenerologin
- Kruschen, Jack (1922–2002), kanadischer Schauspieler
- Kruschewan, Pawel Alexandrowitsch (1860–1909), russischer Journalist, Herausgeber, Verleger und ein Beamter des kaiserlichen Russland
- Kruschewski, Christoph, deutscher Basketballspieler
- Kruschina von Lichtenburg, Johann († 1407), böhmischer Adeliger, Oberstburggraf, Höchster Hofmeister, Landeshauptmann des Herzogtums Schweidnitz-Jauer
- Kruschina, Stefan (1912–1991), deutscher Theologe und römisch-katholischer Priester
- Kruschinsky, Joseph (1865–1940), russlanddeutscher römisch-katholischer Geistlicher und Märtyrer
- Kruschke, Annett (* 1964), deutsche Schauspielerin
- Kruschke, Kevin (* 1991), deutscher Fußballspieler
- Kruschkow, Juri Alexejewitsch (* 1994), russischer Volleyballspieler
- Kruschkowa, Darja Olegowna (* 1998), russische Tennisspielerin
- Kruschwitz, Christoph von (1497–1547), deutscher Jurist
- Kruschwitz, Lutz (* 1943), emeritierter deutscher Professor für Bank- und Finanzwirtschaft an der Freien Universität Berlin
- Kruschwitz, Peter (* 1973), deutscher Altphilologe und Epigraphiker

### Kruse
- Kruse von Sande, Marquard, Ritter, Truchsess des Würzburger Bischofs
- Kruse, Aia (* 1994), spanische Schauspielerin
- Kruse, Andreas (* 1955), deutscher Gerontologe und Hochschullehrer
- Kruse, Andreas Theodor (1787–1873), deutscher Kaufmann, Politiker und Heimatforscher
- Kruse, Anja (* 1956), deutsche SchauspielerinAnja Kruse (* 1956)

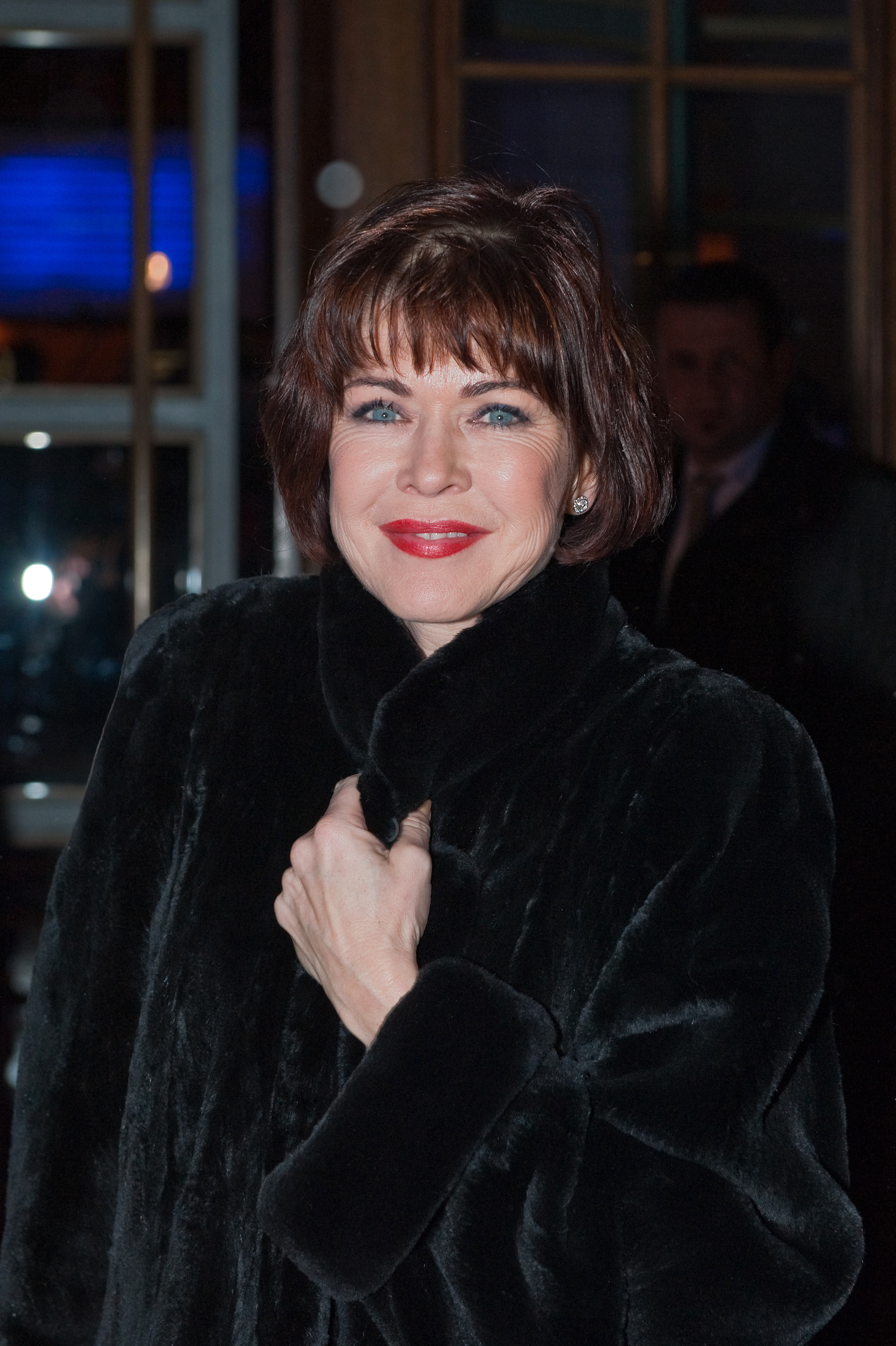
Anja Kruse (* 1956)

- Kruse, Anna-Paula (1932–2021), deutsche Ministerialrätin und Pflegehistorikerin
- Kruse, August (1941–2025), lutherischer Prediger und Erzbischof
- Kruse, August von (1779–1848), nassauischer Generalleutnant, Militär- und Agrarreformer sowie Präsident der Herrenbank der Landstände des Herzogtums Nassau
- Kruse, Axel (* 1963), deutscher Autor
- Kruse, Axel (* 1967), deutscher Fußball- und American-Football-Spieler
- Kruse, Benjamin (* 1978), deutscher Fußballspieler
- Kruse, Bernd (1940–2018), deutscher Ruderer
- Kruse, Bjørn Howard (* 1946), norwegischer Komponist und Jazzmusiker
- Kruse, Bruno (1855–1934), deutscher Bildhauer
- Kruse, Charli (* 1960), deutscher Zell- und Molekularbiologe
- Kruse, Christian (1753–1827), deutscher Lehrer und Historiker
- Kruse, Christiane (* 1954), deutsche Kunsthistorikerin und Sachbuchautorin
- Kruse, Christiane (* 1961), deutsche Kunsthistorikerin
- Kruse, Claus-Robert (* 1948), deutscher Musiker, Arrangeur, Komponist und Musikproduzent
- Kruse, David (* 2002), dänischer Fußballspieler
- Kruse, Dirk (* 1964), deutscher Journalist und Schriftsteller
- Kruse, Edvard (1900–1968), grönländischer Landesrat, Katechet, Dichter, Künstler und Journalist
- Kruse, Edward H. (1918–2000), US-amerikanischer Politiker
- Kruse, Elke (* 1958), deutsche Schlagzeugerin und KünstlerinElke Kruse (* 1958)

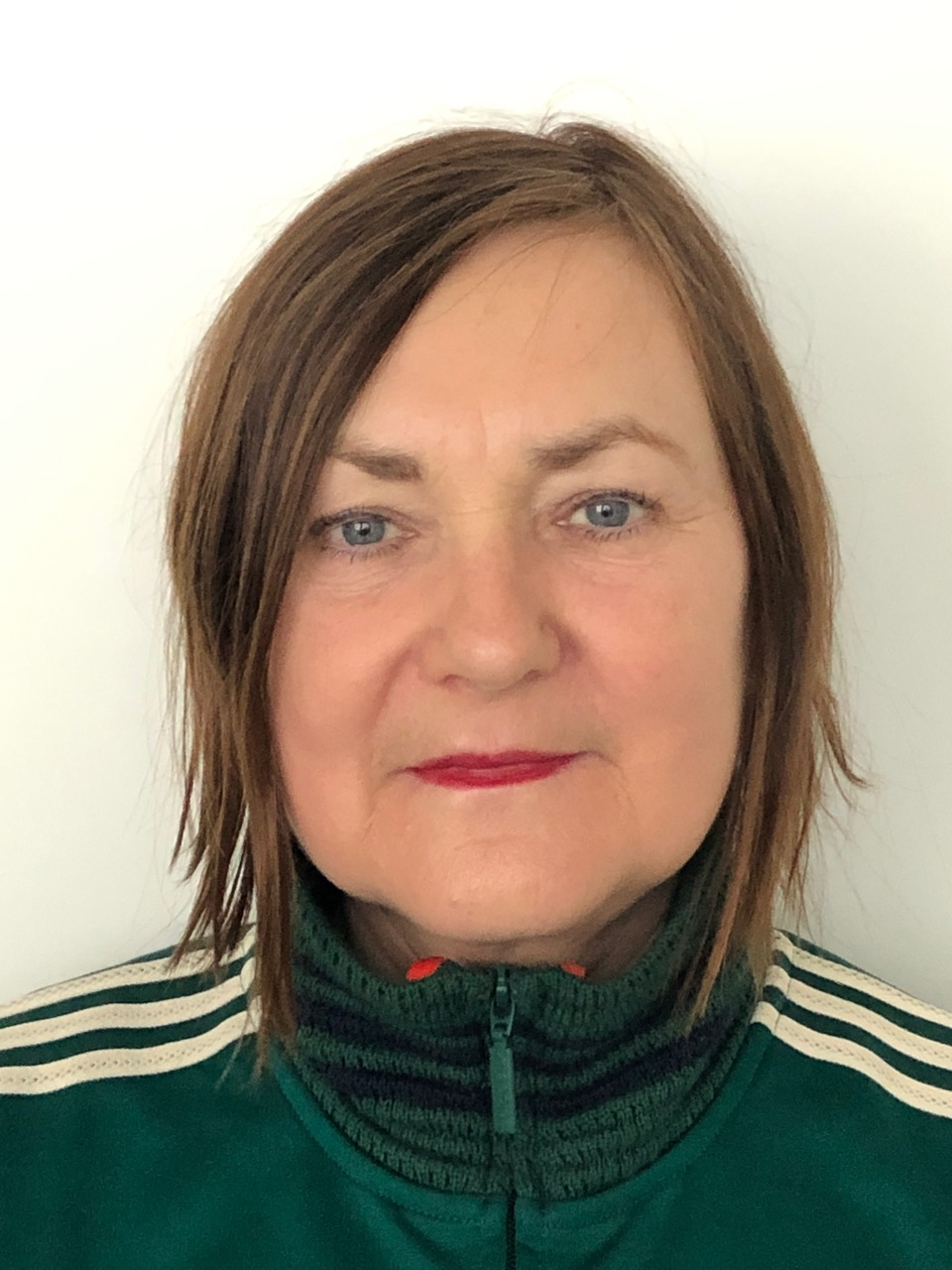
Elke Kruse (* 1958)

- Kruse, Else (1889–1971), deutsche Politikerin (KPD), MdL
- Kruse, Enevold (1554–1621), dänischer Adliger und norwegischer Reichsstatthalter
- Kruse, Ernst Christian Carl (1837–1900), deutscher Arzt und Politiker (NLP), MdR
- Kruse, Eva (* 1978), deutsche Jazzmusikerin (Kontrabass, Komposition)
- Kruse, Ferdinand (1921–2002), deutscher Politiker (CDU), MdL
- Kruse, Francis (1854–1930), deutscher Jurist und Politiker, Regierungspräsident von Düsseldorf
- Kruse, Frank (* 1968), deutscher Sounddesigner und Tonmeister
- Kruse, Franziska (* 1982), deutsche Theater- und Fernsehschauspielerin
- Kruse, Fred, deutscher Autor, Physiker und IT-Fachmann
- Kruse, Friedrich Ferdinand Heinrich (1874–1945), deutscher Kapitän
- Kruse, Friedrich Karl Hermann (1790–1866), deutscher Historiker und Prähistoriker
- Kruse, Georg (1830–1908), deutscher Schauspieler und Schriftsteller
- Kruse, Georg Richard (1856–1944), deutscher Musikforscher und Autor
- Kruse, Gertraude (* 1939), deutsche Politikerin (SPD), MdL
- Kruse, Gottschalk († 1540), lutherischer Theologe und Reformator in Niedersachsen
- Kruse, Günther (1934–2007), argentinischer Diskuswerfer
- Kruse, Hans (1882–1941), deutscher siegerländischer Heimatforscher, Lehrer, Museums- und Archivdirektor
- Kruse, Hans E. B. (1891–1968), deutscher Kaufmann und Hamburger Senator
- Kruse, Hans Jakob (1929–2014), deutscher Manager und Politiker (CDU), MdHB
- Kruse, Hans-Jürgen (1935–1989), deutscher Kameramann
- Kruse, Hans-Stefan (* 1940), deutscher Botschafter
- Kruse, Harald (1923–1988), deutscher Komponist und Pianist
- Kruse, Heinrich (1815–1902), deutsch-nationaler Journalist, Dichter und Schriftsteller
- Kruse, Heinrich (* 1891), deutscher Polizist und stellvertretender Befehlshaber der Ordnungspolizei im Wehrkreis VI in Münster
- Kruse, Heinrich (* 1946), deutscher Politiker (CDU), MdL
- Kruse, Heinrich Wilhelm (1931–2019), deutscher Jurist, Professor für Steuerrecht
- Kruse, Heinz (1940–2008), deutscher Opernsänger (Tenor)
- Kruse, Hellmut (1926–2018), deutscher Unternehmer
- Kruse, Helmut (1908–1999), deutscher Jurist, Mitbegründer des Reallexikons für Antike und Christentum
- Kruse, Helmut (1936–2009), deutscher evangelischer Kirchenmusiker
- Kruse, Henning, Glockengießer in Hannover
- Kruse, Hermann († 1599), deutscher evangelisch-lutherischer Geistlicher
- Kruse, Hermann von (1862–1944), preußischer Landrat
- Kruse, Hero (1880–1952), deutscher Verwaltungsjurist, Landrat in Stallupönen
- Kruse, Hinrich (1916–1994), deutscher Schriftsteller, Hörspielautor, Herausgeber und Sammler niederdeutscher Volksgeschichten
- Kruse, Horst (* 1930), deutscher Historiker und Autor
- Kruse, Horst H. (* 1929), deutscher Anglist und Hochschullehrer
- Kruse, Horst von (1891–1960), deutscher Jurist und Landrat
- Kruse, Ida (* 1996), deutsche Ruderin
- Kruse, Ingeborg (1936–2002), deutsche Autorin
- Kruse, Ingrid von (* 1935), deutsche Fotografin
- Kruse, Iris (* 1970), deutsche Germanistin
- Kruse, Iven (1865–1926), deutscher Dichter, Schriftsteller und Redakteur
- Kruse, Jan (* 1969), deutscher Filmproduzent
- Kruse, Jenny (* 1991), deutsche Schauspielerin, Model und Moderatorin
- Kruse, Jens-Martin (* 1969), deutscher evangelisch-lutherischer Geistlicher
- Kruse, Jochen (* 1955), deutscher Journalist
- Kruse, Johann, deutscher Laienbruder der Zisterzienser im Kloster Doberan
- Kruse, Johann († 1598), deutscher Kaufmann und Politiker, Ratsherr in Lübeck
- Kruse, Johann († 1926), deutscher Schlosser und Politiker (SPD)
- Kruse, Johann (1889–1983), deutscher Lehrer und Hexenforscher
- Kruse, Johann Christian (1818–1898), deutscher Politiker
- Kruse, Johannes, Prior des Klosters Appingen
- Kruse, Johannes, deutscher Theologe und Rektor der Universität Rostock
- Kruse, John (1865–1914), schwedischer Kunsthistoriker und Museologe
- Kruse, Jörn (* 1948), deutscher Wirtschaftswissenschaftler und HochschullehrerJörn Kruse (* 1948)

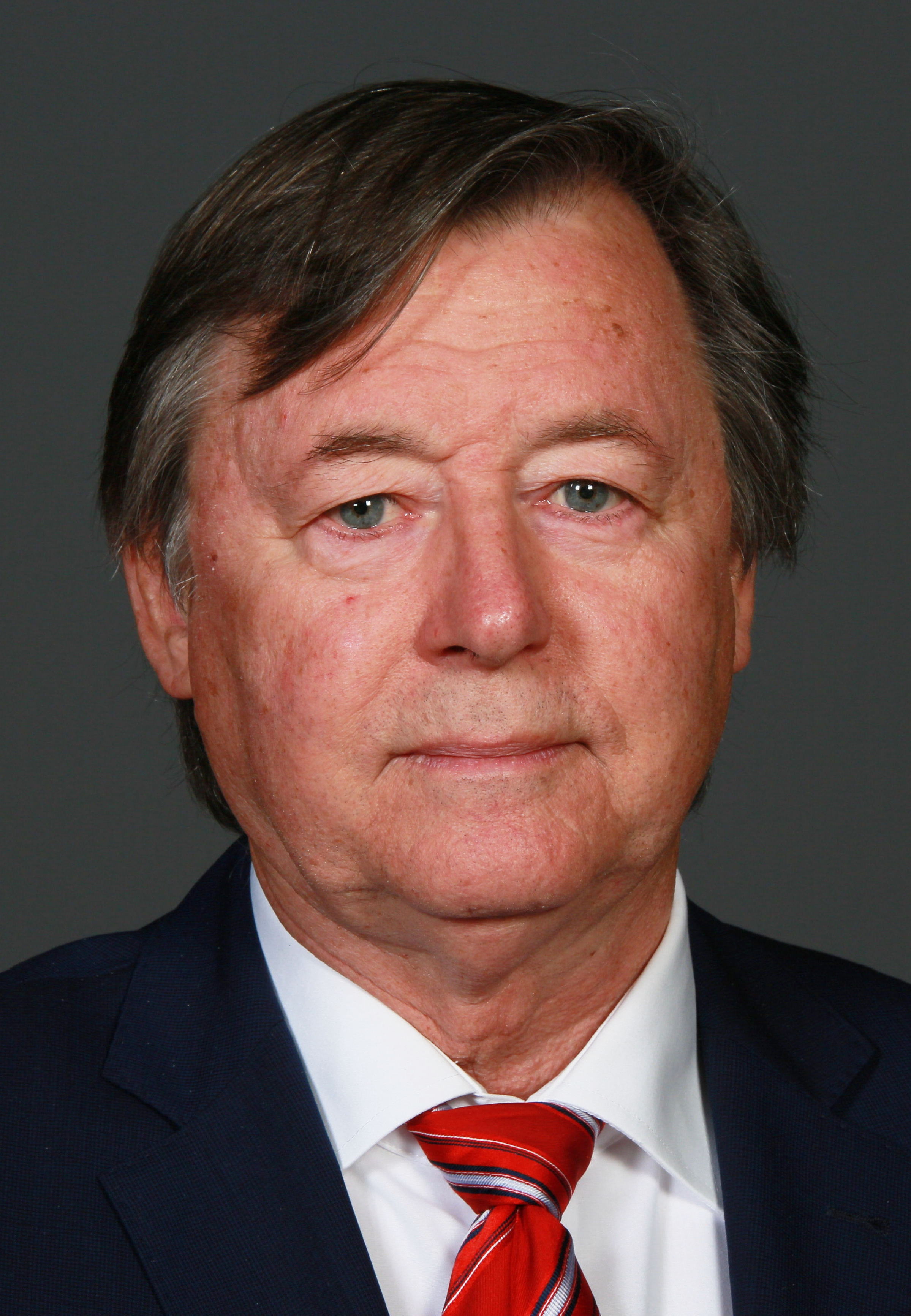
Jörn Kruse (* 1948)

- Kruse, Joseph Anton (* 1944), deutscher Literaturwissenschaftler
- Kruse, Julie (1883–1956), deutsche Dichterin
- Kruse, Jürgen, Glocken- und Geschützgießer in Hannover
- Kruse, Jürgen (* 1959), deutscher Theaterregisseur
- Kruse, Jürgen (1959–2022), deutscher Jurist und Hochschullehrer
- Kruse, Jürgen Elert (1709–1775), deutscher Pädagoge und Autor
- Kruse, Jürn, deutscher Journalist
- Kruse, Jutta (* 1940), deutsche Tischtennisspielerin
- Kruse, Kai (* 1991), deutscher Paracyclist und -ruderer
- Kruse, Karl Bernhard (1952–2020), deutscher Bauforscher und Denkmalpfleger
- Kruse, Karl Friedrich von (1737–1806), Hofkammer- und Regierungspräsident in Nassau-Usingen
- Kruse, Karl-Kristian (* 1974), grönländischer Politiker (Siumut)
- Kruse, Käthe (1883–1968), Puppenmacherin
- Kruse, Klaus (1943–2001), deutscher Pädiater und Hochschullehrer
- Kruse, Kuno (* 1953), deutscher Journalist und Autor
- Kruse, Lara-Mersini (* 1998), deutsche Schauspielerin
- Kruse, Line, dänische Geigerin
- Kruse, Line (* 1975), dänische Schauspielerin
- Kruse, Ludwig (1891–1945), deutscher Schriftsteller und Lehrer
- Kruse, Lukas (* 1983), deutscher Fußballtorhüter
- Kruse, Manon (* 1980), deutsche Tennisspielerin
- Kruse, Maren (* 1957), deutsche Politikerin (SPD), MdL
- Kruse, Margot (1928–2013), deutsche Romanistin
- Kruse, Margrethe (1908–1983), dänische Krankenschwester und Präsidentin des International Council of Nurses
- Kruse, Maria (1902–1990), deutsche Malerin und Komponistin
- Kruse, Marlen (* 1990), deutsche Schauspielerin
- Kruse, Martin (1929–2022), lutherischer Theologe und Bischof
- Kruse, Matthias Werner (1919–2007), deutscher Schriftsteller
- Kruse, Max (1854–1942), deutscher Bildhauer und Bühnenbildner
- Kruse, Max (1921–2015), deutscher Schriftsteller und Kinderbuchautor
- Kruse, Max (* 1988), deutscher FußballspielerMax Kruse (* 1988)

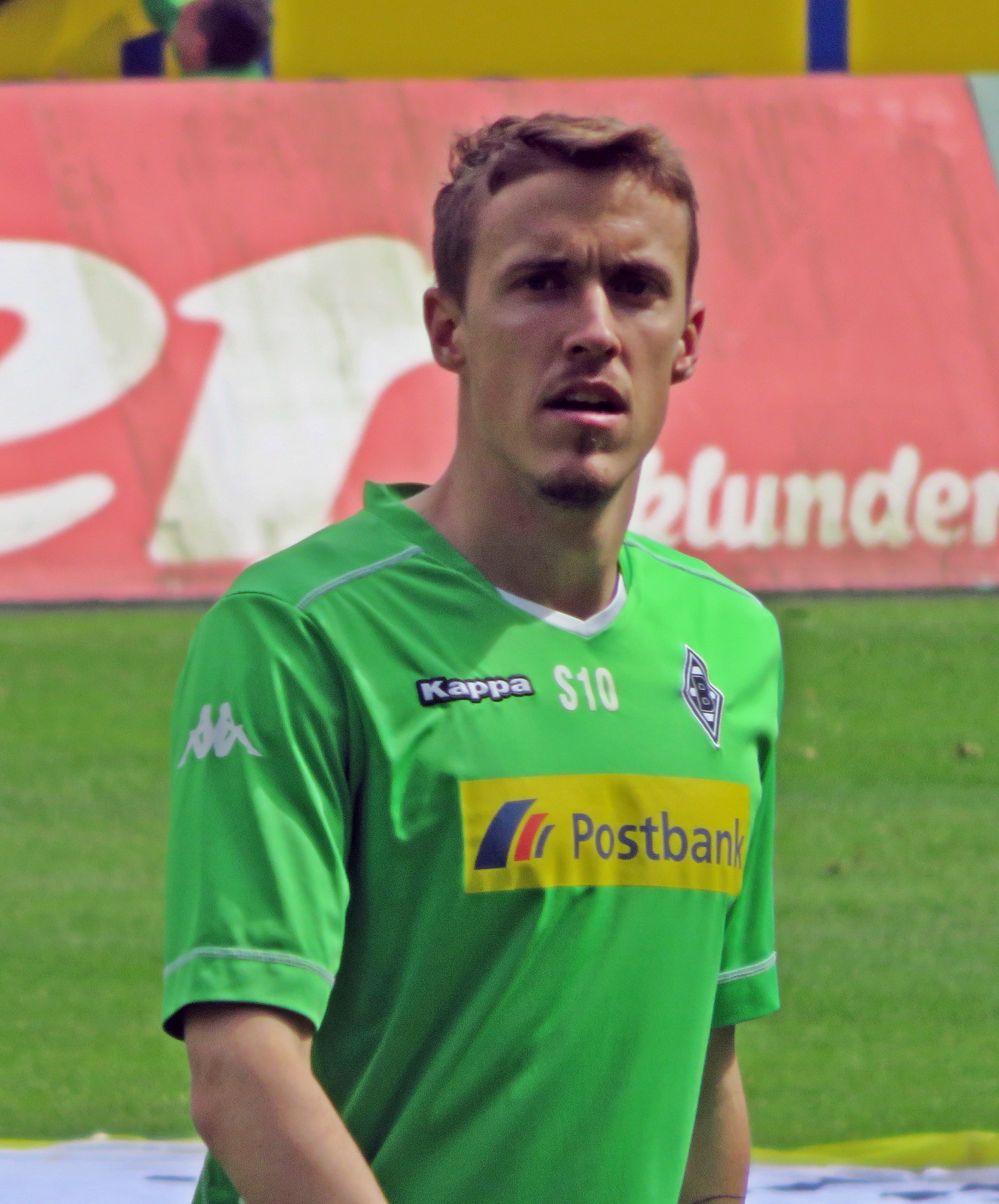
Max Kruse (* 1988)

- Kruse, Michael (* 1983), deutscher Politiker (FDP), Mitglied der Hamburgischen Bürgerschaft
- Kruse, Monika (* 1971), deutsche Techno-DJ, Musikproduzentin und Labelinhaberin
- Kruse, Moritz (* 2000), deutscher Sportschütze
- Kruse, Nancy (* 1965), US-amerikanische Animationsfilm-Regisseurin und Drehbuchautorin
- Kruse, Norbert (* 1942), deutscher Germanist
- Kruse, Oliver (* 1965), deutscher Künstler und Hochschullehrer
- Kruse, Oskar (1847–1919), deutscher Maler, Bauherr der Lietzenburg auf Hiddensee
- Kruse, Otto (* 1948), deutscher Psychologe und Schreibforscher
- Kruse, Otto Friedrich (1801–1880), deutscher Taubstummenlehrer
- Kruse, Pamela (* 1950), US-amerikanische Schwimmerin
- Kruse, Paul (* 1970), kanadischer Eishockeyspieler
- Kruse, Peter (1955–2015), deutscher Psychologe und UnternehmensberaterPeter Kruse (1955–2015)

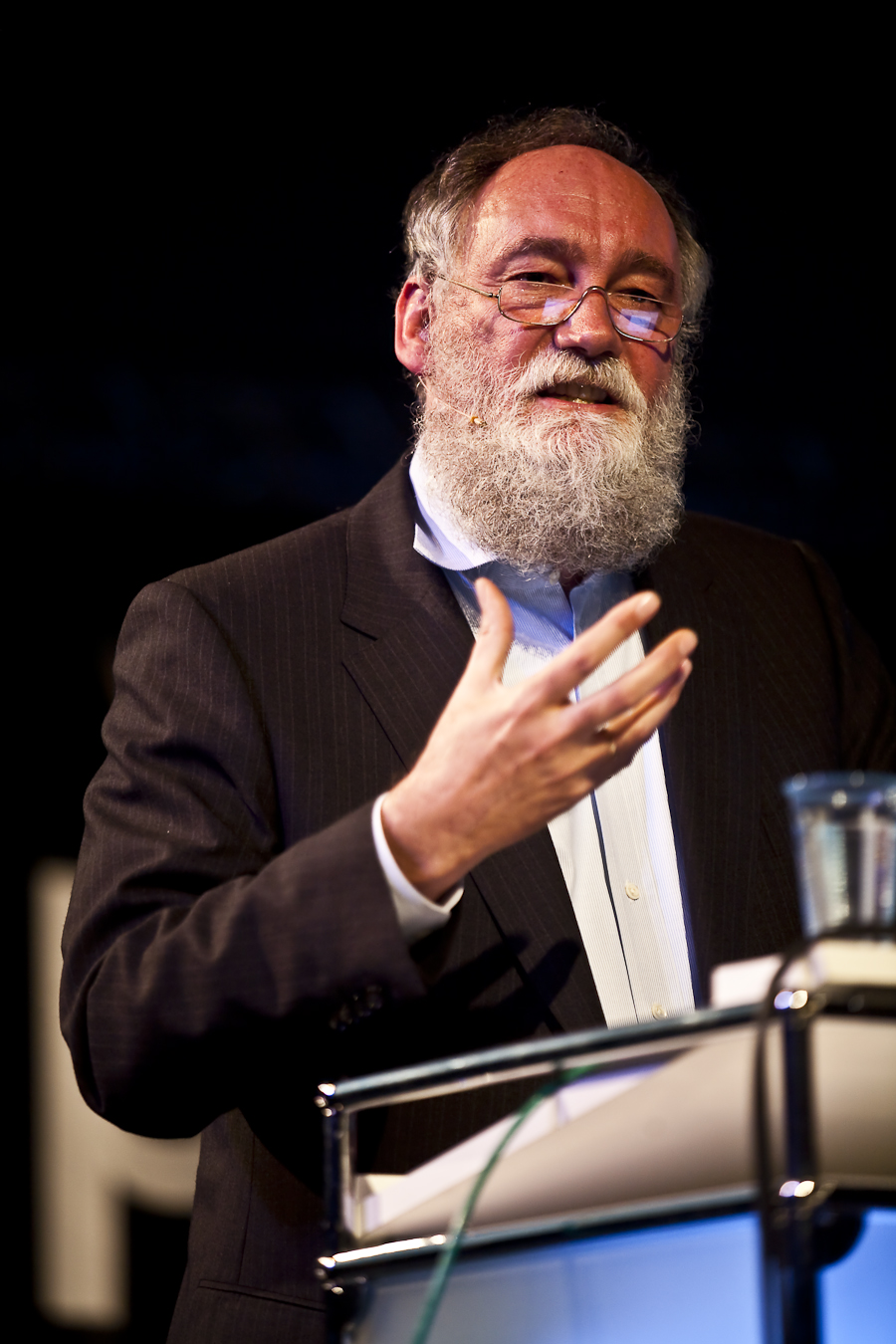
Peter Kruse (1955–2015)

- Kruse, Peter Jochen (1929–2007), deutscher Jurist und Politiker (FDP), MdL
- Kruse, Robbie (* 1988), australischer Fußballspieler
- Kruse, Robinson (* 1981), deutscher Wirtschaftswissenschaftler
- Kruse, Rolf (1928–2010), deutscher Neuropädiater und Epileptologe
- Kruse, Rolf (* 1940), deutscher Politiker (CDU), MdHB
- Kruse, Rüdiger (* 1961), deutscher Politiker (CDU), MdHB, MdB
- Kruse, Rudolf (* 1952), deutscher Informatiker, Mathematiker und Hochschullehrer
- Kruse, Sigrid (* 1941), deutsche Schriftstellerin
- Kruse, Sönke (* 2000), deutscher Ruderer
- Kruse, Stefan, deutscher American-Football-Spieler
- Kruse, Susanne (* 1986), deutsche Journalistin und Nachrichtensprecherin
- Kruse, Tatjana (* 1960), deutsche Schriftstellerin und Übersetzerin
- Kruse, Theodor (* 1948), deutscher Politiker (CDU), MdL
- Kruse, Thomas (* 1943), dänischer Architekt, Maler, Grafiker, Illustrator
- Kruse, Thomas (* 1959), deutscher Fußballspieler
- Kruse, Thomas (* 1961), deutscher Althistoriker
- Kruse, Thomas (* 1968), deutscher Handballspieler und -trainer
- Kruse, Tim (* 1983), deutscher Fußballspieler
- Kruse, Timm (* 1970), deutscher Journalist und Schriftsteller
- Kruse, Tobias (* 1898), grönländischer Landesrat
- Kruse, Tobias (* 1979), deutscher Fotokünstler
- Kruse, Volker (* 1954), deutscher Soziologe
- Kruse, Walter (1864–1943), deutscher Arzt, Hygieniker, Bakteriologe und Hochschullehrer
- Kruse, Walter (1912–1999), deutscher Bildhauer
- Kruse, Waltraut (1925–2019), deutsche Psychotherapeutin, Kommunalpolitikerin (CDU), Bürgermeisterin von Aachen
- Kruse, Werner (1886–1968), deutscher Kunsthistoriker, Leiter des Kunstmuseums Mülheim an der Ruhr
- Kruse, Werner (1910–2005), Schweizer Komponist und Pianist
- Kruse, Werner (1910–1994), deutscher Zeichner und Illustrator
- Kruse, Wichmann (1464–1534), deutscher Rechtswissenschaftler und katholischer Theologe der Reformationszeit
- Kruse, Wiebeke († 1648), Mätresse des dänischen Königs Christian IV.
- Kruse, Wilhelm (1887–1960), deutscher Bildhauer
- Kruse, Willi (1910–1995), deutscher Maler und Grafiker in der Schwabinger Künstlerszene in München
- Kruse, Wolfgang (* 1957), deutscher Historiker und Hochschullehrer
- Kruse, Wulf Traugott (1936–2025), deutscher Pastor und Politiker (FDP), MdBB
- Kruse-Graumann, Lenelis (* 1942), deutsche Psychologin und Universitätsprofessorin
- Kruse-Jarres, Jürgen D. (* 1937), deutscher Mediziner
- Krusell, Per (* 1959), schwedischer Wirtschaftswissenschaftler
- Kruseman van Elten, Hendrik Dirk (1829–1904), niederländischer Landschaftsmaler, Radierer und Lithograf
- Kruseman, Cornelis (1797–1857), niederländischer Maler
- Kruseman, Frederik Marinus (1816–1882), niederländischer Landschaftsmaler
- Kruseman, Jan Adam (1804–1862), niederländischer Porträtmaler und Kunstpädagoge
- Kruseman, Mina (1839–1922), niederländische Feministin, Schauspielerin und Schriftstellerin
- Krusemarck, Friedrich Wilhelm Ludwig von (1767–1822), preußischer Offizier, zuletzt Generalleutnant sowie Gesandter
- Krusemark, Hans-Friedrich von (1720–1775), preußischer Generalleutnant
- Krusen, Dave (* 1966), US-amerikanischer Rockmusiker
- Krusenstern, Adam Johann von (1770–1846), deutsch-baltischer Admiral in russischen Diensten; leitete die erste russische WeltumseglungAdam Johann von Krusenstern (1770–1846)

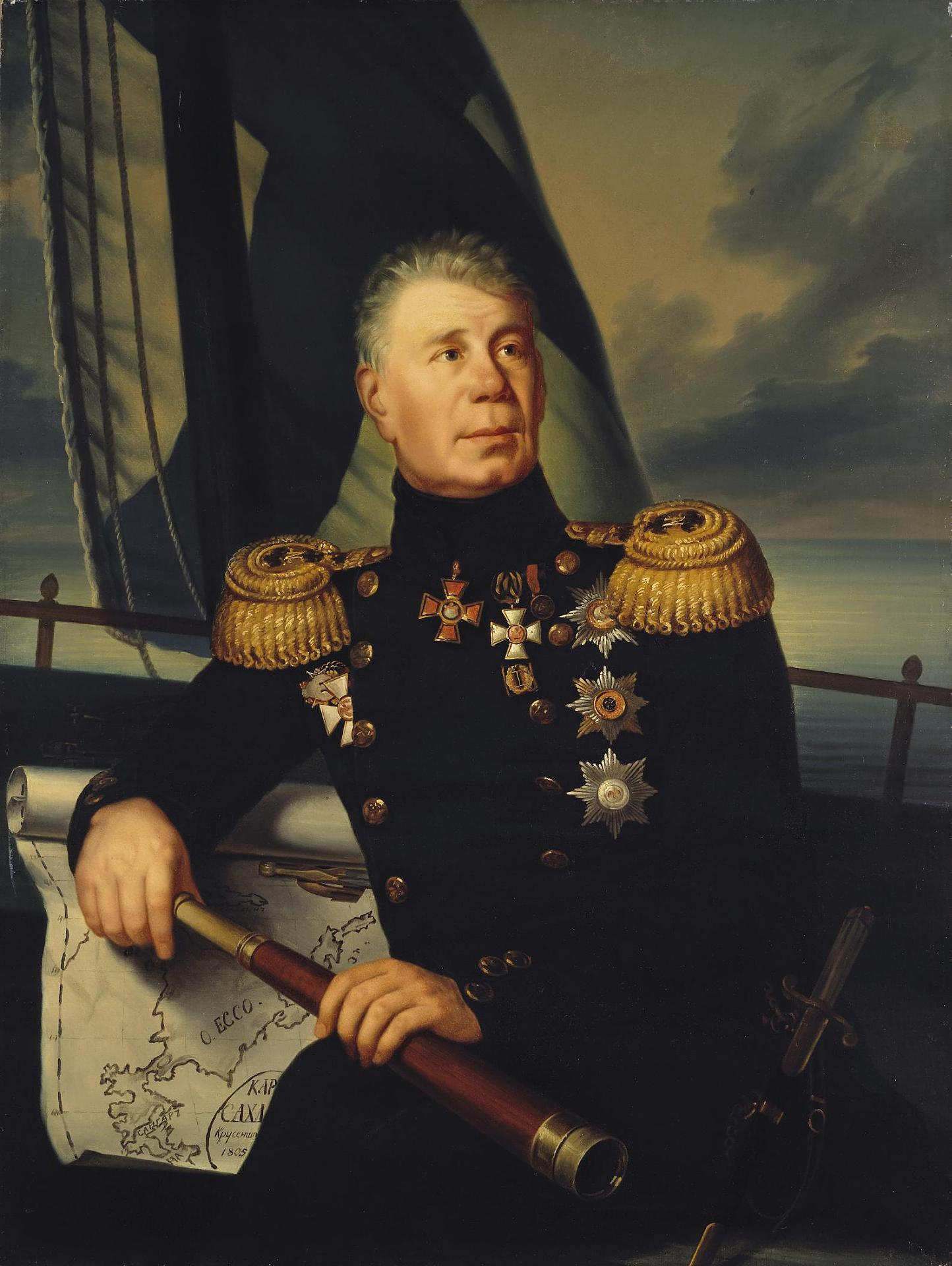
Adam Johann von Krusenstern (1770–1846)

- Krusenstern, Otto Paul von (1834–1871), russischer Polarforscher
- Krusenstern, Paul Theodor von (1809–1881), russischer Polarforscher
- Krusenstjern, Benigna von (* 1947), deutsche Historikerin
- Krusenstjern, Georg von (1899–1989), deutsch-baltischer Historiker und Genealoge
- Krusenstjerna, Agnes von (1894–1940), schwedische Schriftstellerin
- Krusewitz, Julius (1850–1923), deutscher Architekt, Künstler und Autor

### Krush
- Krush, Irina (* 1983), US-amerikanische Schachspielerin
- Krushel, Albert (1889–1959), US-amerikanischer Radrennfahrer
- Krushelnyski, Mike (* 1960), kanadischer Eishockeyspieler und -trainer
- Krushenick, Nicholas (1929–1999), US-amerikanischer Maler und Grafiker
- Krushevskiy, Sergey (* 1976), usbekischer Straßenradrennfahrer

### Krusi
- Krüsi, Christian (1827–1886), Schweizer Buchdrucker und Verleger
- Krüsi, Hans († 1525), Täuferprediger in der Ostschweiz
- Krüsi, Hans (1920–1995), Schweizer Maler und Stadtoriginal
- Krüsi, Hermann (1775–1844), Schweizer Pädagoge
- Krüsi-Dunham, Hermann (1817–1903), Schweizer Pädagoge
- Krusiec, Michelle (* 1974), US-amerikanische Schauspielerin
- Krüsike, Johann Christoph (1682–1745), deutscher evangelischer Theologe und Dichter
- Krüsike, Paul Georg (1641–1723), deutscher Dichter
- Krusius, Matti (* 1942), finnischer Physiker

### Krusk
- Kruska, Antje (* 1973), deutsche Regisseurin und Drehbuchautorin
- Kruska, Benno (1849–1933), preußischer Generalmajor
- Kruska, Harald (1908–1993), deutscher evangelischer Theologe und Hochschullehrer
- Kruska, Marc-André (* 1987), deutscher FußballspielerMarc-André Kruska (* 1987)

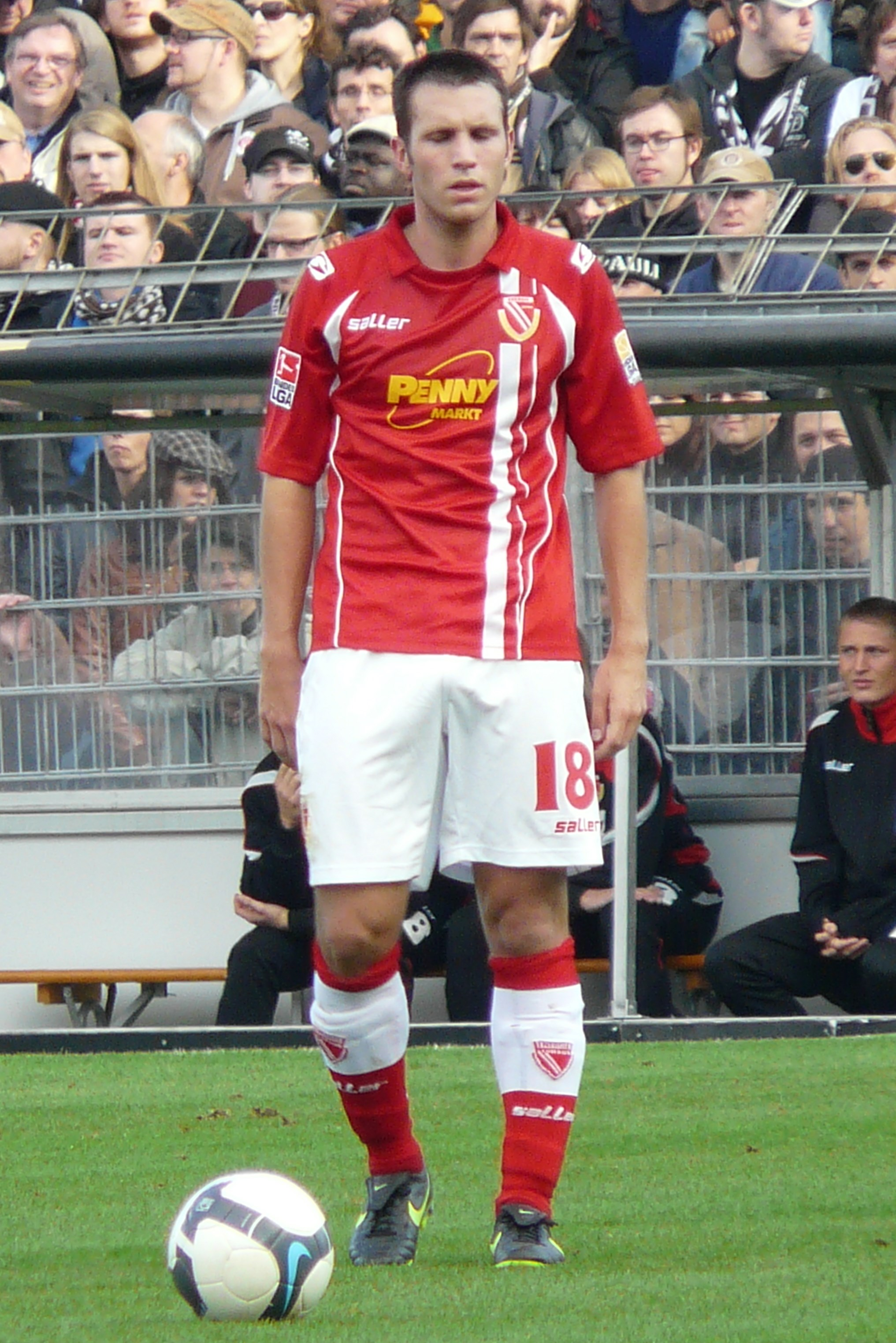
Marc-André Kruska (* 1987)

- Kruska, Theodor von (1841–1896), preußischer Generalleutnant
- Kruskal, Joseph (1928–2010), US-amerikanischer Mathematiker und Statistiker
- Kruskal, Martin (1925–2006), US-amerikanischer Mathematiker und Physiker
- Kruskal, William (1919–2005), US-amerikanischer Mathematiker und Statistiker

### Krusm
- Krüsmann, Marcus (1879–1964), deutscher Jurist, Verwaltungsbeamter und Bürgermeister der Stadt Limburg an der Lahn
- Krüsmann, Peter (* 1947), deutscher Basketballspieler und Basketballtrainer
- Krüsmann, Rolf (* 1941), deutscher Leichtathlet

### Krusn
- Krušnienė, Gintarė (* 1984), litauische Politikerin, Vizeministerin für Umwelt

### Kruso
- Krusovszky, Dénes (* 1982), ungarischer Schriftsteller

### Krusp
- Kruspe, Carl Georg (1912–1992), deutscher Kommunalpolitiker
- Kruspe, Glenn (1909–1983), kanadischer Organist, Dirigent und Komponist
- Kruspe, Heinrich (1821–1893), deutscher Maler, Kunstpädagoge und Chronist
- Kruspe, Richard (* 1967), deutscher RockmusikerRichard Kruspe (* 1967)

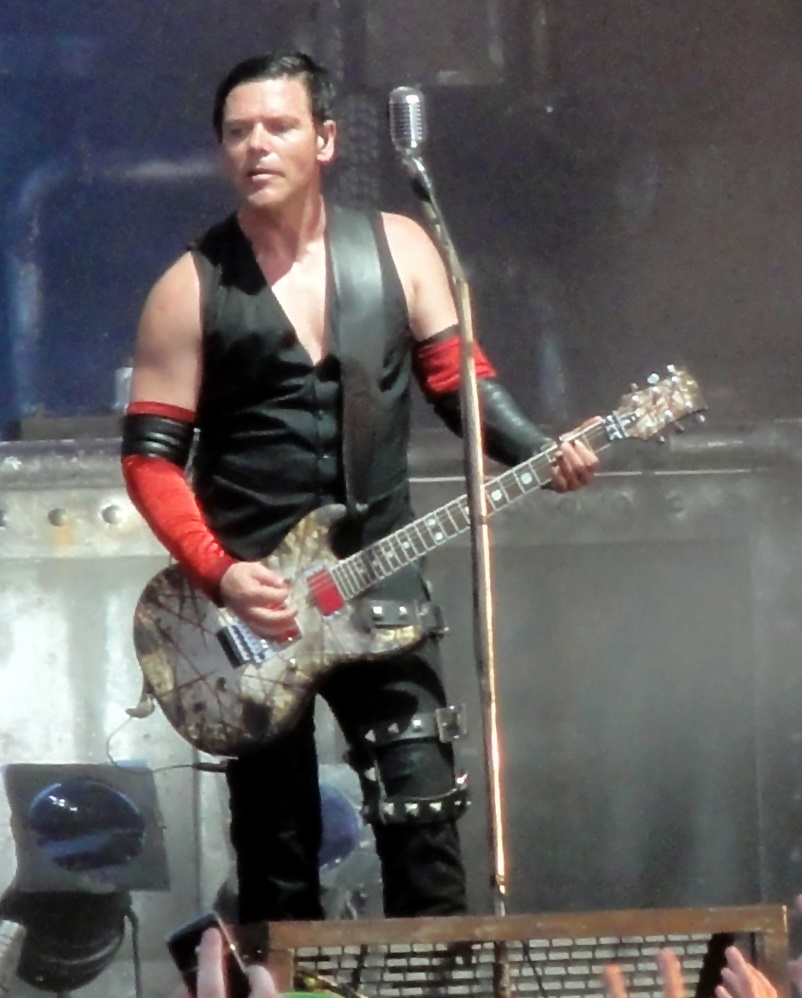
Richard Kruspe (* 1967)

- Kruspe, Walther (1891–1983), deutscher Architekt und Stadtplaner, kommunaler Baubeamter
- Kruspersky, Fritz (1911–1996), deutscher Bühnenbildner und Maler
- Kruspi, Friedrich (1898–1965), deutscher Politiker (LDP, FDP), MdA
- Kruspig, Walter (1894–1939), deutscher Unternehmer

### Kruss
- Kruss Gomes, Eduardo Luís Marques (* 1955), portugiesischer Fußballspieler und Fußballtrainer
- Krüss, Gerhard (1859–1895), deutscher Chemiker
- Krüss, Hugo (1853–1925), deutscher Physiker, Unternehmer und Präsident des Kirchenrates
- Krüß, Hugo Andres (1879–1945), deutscher Bibliothekar
- Krüss, James (1926–1997), deutscher Dichter und Schriftsteller
- Krussbecker, Johann, Bildhauer
- Krüssenberg, Dirk (* 1945), deutscher Fußballtorhüter
- Krüssmann, Gerd (1910–1980), deutscher Dendrologe, Gartenbaulehrer und Autor vieler Fachbücher

### Krust
- Krust, Jürgen (* 1943), deutscher Fußballtrainer
- Krust, Richard (* 1928), deutscher Bogenschütze
- Krusten, Erni (1900–1984), estnischer Schriftsteller
- Krusten, Otto (1888–1937), estnischer Karikaturist
- Krusten, Pedro (1897–1987), estnischer Schriftsteller

### Krusz
- Kruszewski, Zbigniew Anthony (* 1928), polnisch-US-amerikanischer Politologe
- Kruszkowski, Sławomir (* 1975), polnischer Ruderer
- Kruszona, Monika (* 1985), deutsche Wasserballspielerin
- Kruszyłowicz, Marian Błażej (1936–2025), polnischer römisch-katholischer Geistlicher, Weihbischof in Stettin-CamminMarian Błażej Kruszyłowicz (1936–2025)

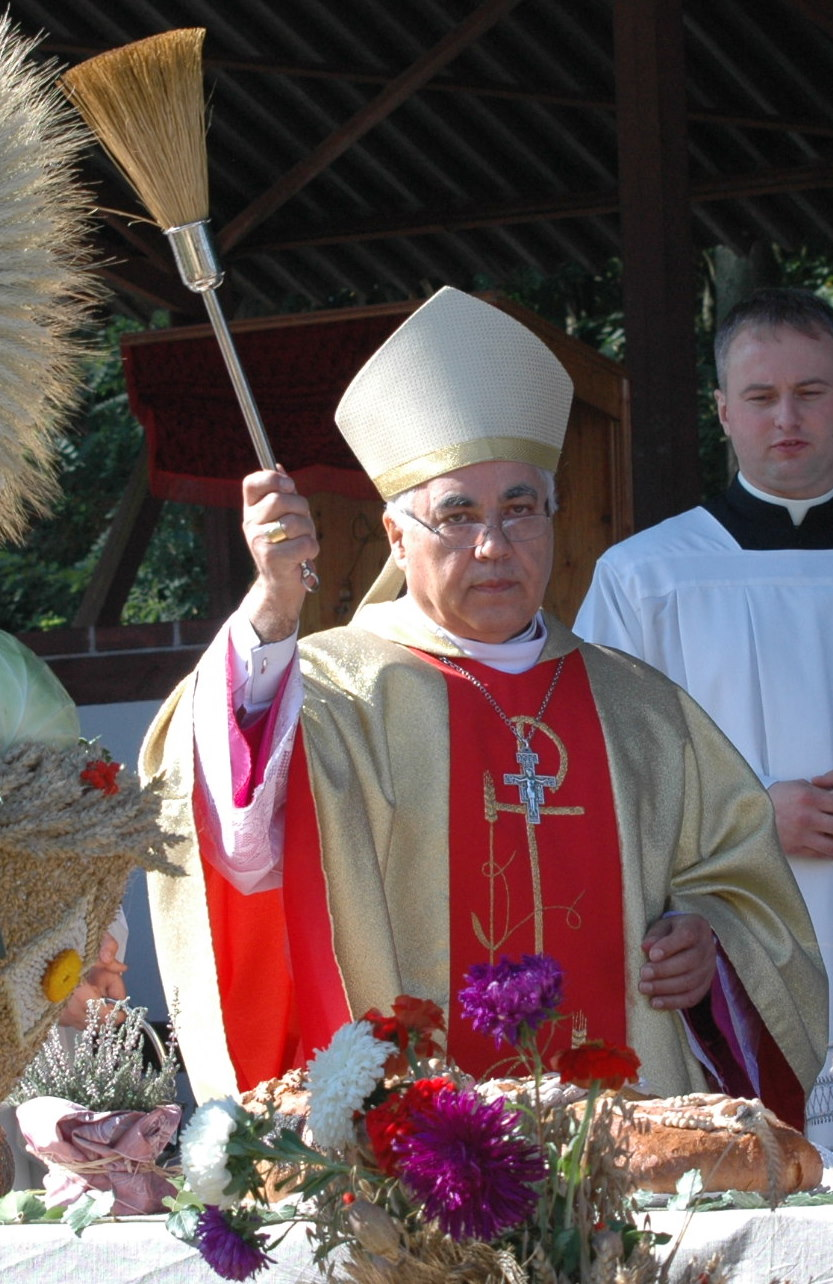
Marian Błażej Kruszyłowicz (1936–2025)

- Kruszyński, Zbigniew (* 1957), polnischer Schriftsteller und Übersetzer
- Kruszyński, Zbigniew (* 1960), polnischer Fußballspieler